# Eleição municipal de Araucária em 1963
A eleição municipal de Araucária de 1963 ocorreu no dia 6 de outubro, junto dos municípios que estavam aptos a eleger prefeitos e vereadores. Os prefeitos administrariam tais cidades a partir de 1º de fevereiro de 1964 e cujos sucessores seriam eleitos em 1968, e em Araucária foram cerca de 4 mil eleitores. A eleição foi a única realizada no Governo João Goulart. Os eleitores araucarienses puderam escolher entre apenas três candidatos a prefeito, além de diversos a vereador.

## Resultados

### Eleição para prefeito
Conforme dados do TSE, foram computados 4.127 votantes, sendo 4.035 votos contados, 54 brancos e 32 nulos. Não foram encontrados os candidatos a vice-prefeito. O resultado completo da eleição para prefeito é:
| Candidatos                | Coligação       | Votos recebidos | Percentual |
| ------------------------- | --------------- | --------------- | ---------- |
| Aleixo Grebos (PTB)       | Partido isolado | 1.856           | 46,27%     |
| Rizio Wachowicz (UDN)     | UDN - PDC       | 1.223           | 30,49%     |
| Vergílio Alves Pinto (PR) | Partido isolado | 932             | 23,24%     |

### Eleição para vereador
Ao todo, foram eleitos 9 vereadores, tendo influência do Quociente eleitoral. Os eleitos na ocasião são:
| Candidato(a)                     | Partido | Votos | Percentual |
| -------------------------------- | ------- | ----- | ---------- |
| Eduardo José Wolski              | PSD     | 251   | 6,13%      |
| Reynaldo Alves Pinto             | PTB     | 243   | 5,93%      |
| Antônio de Souza França          | PDC     | 209   | 5,10%      |
| Antônio João Franceschi          | PDC     | 202   | 4,93%      |
| Jorge Abud                       | PSD     | 193   | 4,71%      |
| Antônio Pinto Neto               | PR      | 192   | 4,68%      |
| Jerônimo de Albuquerque Maranhão | PTB     | 190   | 4,63%      |
| Francisco Ribeiro Cardoso        | PTB     | 166   | 4,06%      |
| José Knopik                      | UDN     | 126   | 3,07%      |